# Valtiendas
Valtiendas – gmina w Hiszpanii, w prowincji Segowia, w Kastylii i León, o powierzchni 38,64 km². W 2011 roku gmina liczyła 130 mieszkańców.